# Claudia Losch
Claudia Losch (* 10. Januar 1960 in Wanne-Eickel) ist eine ehemalige deutsche Leichtathletin und Olympiasiegerin.

## Karriere
Die Kugelstoßerin dominierte ihre Disziplin in der Bundesrepublik Deutschland in den 1980er Jahren. Bei den Deutschen Meisterschaften gewann sie von 1982 bis 1991 zehnmal in ununterbrochener Reihenfolge den Titel, 1992 wurde sie Dritte. Damit ist sie noch vor Athletinnen wie Astrid Kumbernuss, Christina Schwanitz und Eva Wilms deutsche Rekordmeisterin. Auch in der Halle war Claudia Losch erfolgreich und belegte bei den Deutschen Meisterschaften 1983, 1984, 1987, 1988 und 1989 jeweils den ersten Platz.
Bei den Olympischen Spielen 1984 in Los Angeles gewann sie die Goldmedaille im Kugelstoßen mit einem Zentimeter vor der Rumänin Mihaela Loghin (Silber) und der Australierin Gael Martin (Bronze).
Claudia Losch hatte bei einer Größe von 1,80 m ein Wettkampfgewicht von 84 kg.
Ab 1983 trat Claudia Losch für den LAC Quelle Fürth an, ihren ersten Deutschen Meistertitel hatte sie noch 1982 im Trikot der LG Bayer Leverkusen geholt. Von 1987 bis 1988 trainierte sie für den LC Olympiapark München. 1992 beendete sie ihre Karriere und war seither als Optikerin tätig.
Über die Werfergruppe von Christian Gehrmann, der auch Claudia Losch zu ihrem Olympiasieg 1984 führte, gab es zahlreiche Dopingvermutungen, die unter anderem von der Kugelstoßerin Petra Leidinger geäußert wurden. Claudia Losch selbst verweigerte 1990 eine Dopingkontrolle.